# Sladký život na moři
Sladký život na moři nebo též Sladký život na palubě (v anglickém originále The Suite Life on Deck) je americký televizní seriál, který vysílal Disney Channel od 26. září 2008 do 6. května 2011 v USA a od 4. října 2010 do 15. prosince 2013 byl vysílán v Česku. Je to sequel/spin-off ze seriálu z dílny Disney Channel Sladký život Zacka a Codyho. Seriál sleduje život dvojčat Zacka a Codyho Martinových a hotelové dědičky London Tiptonové v novém prostředí lodě S.S. Tipton, kde navštěvují školu sedmi moří společně s Bailey Pickettovou, zatímco pan Moseby spravuje loď. Loď cestuje po celém světě se zastávkami v zemích jako je Itálie, Řecko, Indie, Švédsko, Francie a Spojené království, kde postavy zažívají různé dobrodružství a situace.
Hlavní koncept seriálu byl vytvořen Dannym Kallisem a Pamelou Eellsou O'Conellovou. O'Conellová společně s Irene Dreayerovou byly výkonnými producenty; Kallise byl také výkonným producentem, ale během druhého období seriál opustil a Jim Geoghan byl výkonný producent pro první dvě řady. Seriál vyráběla společnost It's a Laugh Productions a Bon Mot Productions (společnost založena a vedená O'Conellovou) ve spolupráci s Disney Channel. Dylan a Cole Sprouseovi v seriálu představují dvě hlavní mužské role, zatímco Brenda Song představuje hlavní ženskou roli. V seriálu také hraje Debby Ryanová jako vesnická holka Bailey Pickettová a Phill Lewis jako pan Moseby. Nové postavy hrají Matthew Timmons a Erin Cardillová (jako vedlejší postavy). Doc Shaw se v seriál objevil jako hlavní postava během druhé řady, ale ve třetí řadě odešel kvůli jeho roli v seriál od Disney XD Královská dvojčata.
Dne 25. března 2011 měl v USA film na motivy seriálu Sladký život na moři s názvem The Suite Life Movie na Disney Channel. Seriál měl 40minutový finálový díl s názvem „Graduation on Deck (Maturita na lodi)“ vysílaný 6. května 2011 v USA, kdy seriál oficiálně skončil. Opakování však probíhá do dnešní doby a to na stanicích Disney Channel a Disney XD.
Od 1. září 2015 seriál uvedla také dětská stanice ČT :D.

## Obsazení

### Hlavní
- Zack Martin, hraje Dylan Sprouse (český dabing: David Štěpán), jedná obvykle bezhlavě a je hloupější z dvojčat. V důsledku vyčerpání všech peněz ze své i Codyho studentské karty pracuje v Juice Baru, Cody zase jako roznašeč ručníků.[7] Zack není dobrý ve škole, ale podaří se mu školu absolvovat. Jde mu dobře sport, zvláště basketbal a fotbal. Někdy se chová sobecky, ale také se upřímně stará o svého bratra, i když to nedává tak najevo. Flirtuje s většinou dívek na lodi, díky jeho šarmu a roztomilosti, i když málokdy zůstane s holkou déle než jeden díl. Na začátku třetí řady se mu zalíbí nová studentka jménem Maya. Poprvé s ním nikam nechtěla jít, ale nakonec nad ní vyzrál, když pro ni připravil párty, kde překvapil i své přátelé tím, že může být dobrý přítel. Maya se s ním rozejde v posledním díle seriálu, protože se přidá k mírovým sborům, ale zůstanou přáteli.

- Cody Martin, hraje Cole Sprouse (český dabing: Jiří Köhler), je ten vzdělaný, sladký, vyzrálý, inteligentní, moudrý, pořádný a citlivý z dvojčat. Cody je výborným studentem, ale mizerným sportovcem. Je o deset minut mladší než Zack, a tak jej „musí“ poslouchat. Cody je často označován za Zacka, v tom případě je Zack velmi defenzivní, když je zaměněn za Codyho. Stejně tak Cody. Na konci první řady, začíná Cody chodit s Bailey Pickettovou, ale nakonec jejich vztah skončí na konci druhé řady při nedorozumění v Paříži. Nicméně, na konci třetí řady se opět dávají dohromady se slovy, že se nikdy nepřestali navzájem milovat. V díle „Boty“ při šachovém turnaji s ruskou dívkou Sasha je prozrazeno, že je alergický na mnoho, mnoho věcí. A v díle „Vánoční koleda“ je vidět záběr z budoucnosti, že Cody a Bailey spolu zestárnou.
- London Tiptonová, hraje Brenda Song (český dabing: Jolana Smyčková), je prominent ze čtyř hlavních dospívajících postav. Je dcera Wilfreda Tiptona, multi-miliardáře, který je vlastníkem Tipton řetězců hotelů, včetně bostonského Tiptonu a S.S. Tipton. London je sobecká, pitomá, nepříjemná, zkažená, naivní, pečlivá, co se týče jejího vzhledu a často s hlavou úplně mimo. Má také psa jménem Ivana. Když je šťastná, obvykle zatleská, opakovaně skáče nahoru a dolů, zatímco křičí svou hlášku: „Sláva mi!“ (v anglické verzi: „Yay me!“). Pan Moseby vyvede London z omylu, když si myslí, že je na S.S. Tipton na dovolené. London se ale musí zapsat na Školu Sedmi moří, protože její otec ji chce naučit žít v reálném světě. London nežije v žádném luxusním apartmá, ale bydlí v malé kajutě. Neochotně souhlasí s přijetím Bailey Pickettové (Debby Ryanová) jako svou novou spolubydlící, a po neúspěšných pokusech uplatit ji k odchodu, tak jako to bylo u její bývalé spolubydlící Padmy, se s ní dokonce skamarádí. V seriálu Sladký život Zacka a Codyho, kdy bydlela v bostonském Tiptonu, se zdálo, že žije ve svém vlastním světě. Na S.S. Tipton si více uvědomuje reálný svět a zažívá mnoho problémů, kterým čelí například pobyt ve vězení.

- Bailey Pickettová, hraje Debby Ryanová (český dabing: Kristína Lukešová), je chytrá dospívající dívka z fiktivního města Kettlecornu v Kansasu. Je velmi inteligentní, stejně jako Cody, zdánlivě perfektní holka a byla popisována jako malá venkovská dívka. Bailey sdílí pokoj s bohatou London Tiptonovou, se kterou se později skamarádí a stávají se z nich nejlepší přátelé. Bailey je studentkou školy Sedmi moří, kam společně chodí se svými novými přáteli Codym, Zackem, London a Woodym. Na loď přišla, protože jí vadila, jak je Kettlecorn malé město. V prvním díle hraje chlapce, aby se dostala na školu, protože všechny místa pro dívky byla plná. Nakonec se nastěhuje k London, když se přijde na skutečnost, že je dívka. London se jí snaží podplatit, aby loď opustila, Bailey však odmítá. Jak Zack, tak Cody k ní mají náklonnost na začátku první řady, ale když se dozví Zack více o životě Bailey a jejím ex-příteli od pana Mosebyho nechá ji Codymu s tvrzením, že nosila příliš mnoho zavazadel. Cody se snaží několikrát v průběhu první řady přilákat Bailey, ale je neúspěšný, až do crossover dílu na konci první řady, kdy s ní začne chodit, díky lístkům na Hannah Montanu. Jejich vztah nakonec skončí v posledním díle druhé řady, kvůli nedorozumění v Paříži. Nicméně, na konci třetí řady se k sobě vrací, poté co si oba přiznali, že se stále milují. A v díle „Vánoční koleda“ je vidět záběr z budoucnosti, že Cody a Bailey spolu zestárnou.

- Marion Moseby, hraje Phill Lewis (český dabing: Pavel Vondra), je nervózní a vážný bývalý manažer hotelu Tipton ve Sladkém životě Zacka a Codyho, nyní je strážcem a manažerem S.S. Tipton. Mluví se širokou slovní zásobu v uhlazeném lidovém jazyce, a je často na nervy ze Zacka a Codyho. Bere London Tipton jako svou nevlastní dceru. Jeho opakovaný slogan: „Hodně štěstí“ se stal jeho značkou. Miluje špatné vtipy. I když se chová jako když se nestará o chlapce, on vlastně chová velkou lásku k nim a v posledním díle jim řekne, že mu budou chybět. Neustále probíhá od přídě k zádi, aby udržel Martinovic dvojčata a London daleko od problémů. Je jakým si Londoniným náhradním otcem, kvůli nepřítomnosti Wilfreda Tiptona u výchovy jeho dcery. Stará se o ni velmi hluboce. Moseby, London údajně s přihlášením na školu Sedmi moří napálil, protože aby ji dostal na loď, řekl ji, že jede na dovolenou. Pan Moseby má „velký zájem“ o slečnu Tutwielerovou, a až v závěrečném díle se ji rozhodne požádat o roku.

- Marcus Little, hraje Doc Shaw (český dabing: Matouš Ruml) - (řada 2-3), je bývalá pěvecká senzace Lil' Little, která přijde na palubu S.S. Tipton. Poté, co se mu díky puberty změnil jeho hlas, ztratil svou slávu a kariéru. Navštěvuje škola Sedmi moří a sdílí pokoj se Zackem. Marcus žil v Atlantě v Georgii, jak je uvedeno na jeho šerpě v díle „Krásky a podvodníci“. Poprvé se objevuje v druhé řadě v díle „Spolubydlíci.“ Je zamilován do London, ale je zřejmé, že je docela naivní, protože často věřil Woodyho báchorkám. Marcus má tolik kontaktů na slavné, ale je citlivý na řeči o ztrátě své slávy, protože věří, že jeho osobnost budou mít lidé rádi i bez zpěvu, jak se později ukáže v díle „Přejdi Jordin.“ Seriál opustil v díle „Šťastnou cestu,“ aby nastoupil do muzikálu založeném na jeho hitu „Retainer Baby.“ Cody je na něj hrdý, protože bude bavit lidi, a zároveň radit lidem, jak se správně starat o zuby.

### Opakující
| Herec                   | Postava         |   | Řada |
| ----------------------- | --------------- | - | ---- |
| Matthew Timmons         | Woody Fink      |   | 1–3  |
| Erin Cardillo           | Emma Tutweiller |   | 1–3  |
| Windell D. Middlebrooks | Kirby Morris    |   | 1–3  |
| Rachael Kathryn Bell    | Addison         |   | 1-3  |
| Zoey Deutch             | Maya Bennett    | 3 |      |

### Speciální hvězdy
- Kim Rhodes: Carey Martin (1: „Sladký život vyplouvá“, 1: „Máma s tátou na palubě“, 3: „Potíže v Tokiu“, 3: „Maturita na lodi“)
- Ashley Tisdale: Maddie Fitzpatrick (1: „Maddie na palubě“)
- Miley Cyrus: Miley Stewart/Hannah Montana (1: „Dvojí návštěva“)
- Emily Osment: Lilly Truscott/Lola Luftnagle (1: „Dvojí návštěva“)
- Selena Gomez: Alex Russo (1: „Dvojí návštěva“)
- David Henrie: Justin Russo (1: „Dvojí návštěva“)
- Jake T. Austin: Max Russo (1: „Dvojí návštěva“)
- Jordin Sparks: Herself (2: „Přejdi Jordin“)
- Kathie Lee Gifford: Cindy (2: „Modelky na palubě“)
- George Takei: Rome Tipton (2: „Vesmírná loď Tipton“)
- Sean Kingston: Sám sebe (3: „Večírek“)
- Dwight Howard: Dwight Moseby Howard (3: „Tornádo: část 1“)
- Deron Williams: Sám sebe (3: „Tornádo: část 1“)
- Kevin Love: Sám sebe (3: „Tornádo: část 1“)
- Hutch Dano: Moose (1: „Mnoho povyku pro nic“, 3: „Tornádo: část 2“)
- John Michael Higgins: Wilfred Tipton (3: „Tornádo: část 3“)
- Jennifer Tisdale: Connie Fitzpatrick (1: „Květiny a čokoláda“, 1: „Zranění“)
- Cody Kennedy: Mischa (3: „Boty“)

### Hostující hvězdy
- Brian Stepanek: Arwin Hawkhauser/Milos Hawkakapolis (1: „Je to pro mě řecká vesnice“, 3: „Rande přes počítač“, 3: „Maturita na lodi“)
- Brittany Curran: Chelsea Brimmer (1: „Květiny a čokoláda“)
- Sophie Oda: Barbara Brownstein (1: „Květiny a čokoláda“)
- Charlie Stewart: Bob (1: „Květiny a čokoláda“)
- Jennifer Tisdale: Connie - poradkyně pro aktivity (1: „Květiny a čokoláda“, 1: „Zranění“)
- Jacopo Sarno: Luca (1: „Když jste v Římě...“)
- Robert Torti: Kurt Martin (1: „Máma s tátou na palubě“, 3: „Maturita na lodi“)
- Justin Kredible: Armando the Magician (2: „Abra-ka-babra“)
- Elizabeth Sung: Khun Yai (2: „Rodinná pouta“)
- Ed Begley, Jr.: Starosta Ragnar (2: „Švédský život“)
- Adrian R'Mante: Esteban Ramírez (2: „Ženichova matka“)
- Charo: Señora Ramírez (2: „Ženichova matka“)
- Kurt Warner: Sám sebe (2: „Tým snů“)
- Charles Shaughnessy: Constable (2: „Hrátky se Sherlocky“)
- Camilla a Rebecca Rosso: Jessica a Janice (2: „Modelky na palubě“)
- Matthew Willig: Gin (2: „Splněná přání“)
- Andy Richter: Brácha Theodore (3: „Léčba tichem“)
- Lisa K. Wyatt: Frankie (3: „Šťastnou cestu“, „Maturita na lodi;“)
- Fabio Lanzoni: Kapitán Hawk (3: „Den volna“)
- Brian Posehn: Dr. Cork (3: „Zmrzlí“)
- Dwight Howard: Sám sebe (3: „Tornádo: část 1“)
- Deron Williams: Sám sebe (3: „Tornádo: část 1“)
- Kevin Love: Sám sebe (3: „Tornádo: část 1“)
- Michael Ralph: Seržant Pepper (3: „Tornádo: část 3“)

## Přehled dílů
| Řada | Díly | Premiéra v USA   | Premiéra v USA    | Premiéra v ČR (Disney) | Premiéra v ČR (Disney) | Premiéra v ČR (ČT :D) | Premiéra v ČR (ČT :D) |
| Řada | Díly | První díl        | Poslední díl      | První díl              | Poslední díl           | První díl             | Poslední díl          |
| ---- | ---- | ---------------- | ----------------- | ---------------------- | ---------------------- | --------------------- | --------------------- |
| 1    | 21   | 26. září 2008    | 17. července 2009 | 4. října 2010          | 22. října 2011         | 1. září 2015          | 29. září 2015         |
| 2    | 30   | 7. srpna 2009    | 18. června 2010   | 19. listopadu 2011     | 2. prosince 2012       | 30. září 2015         | 10. listopadu 2015    |
| 3    | 22   | 2. července 2010 | 6. května 2011    | 29. prosince 2012      | 15. prosince 2013      | 11. listopadu 2015    | 10. prosince 2015     |
| Film | Film | 25. března 2011  | 25. března 2011   | 23. listopadu 2013     | 23. listopadu 2013     | nebylo vysíláno       | nebylo vysíláno       |

Poznámka: Zcela první vysílání seriálu proběhlo ve Spojeném království 18. září 2008.

## Výroba

### Vývoj
Dne 4. února 2008, bylo oznámeno, že Disney Channel vytvořil nové moderní pokračování sitcomu od Disney Channel Sladký život Zacka & Codyho. Oznámení provedl Gary Marsh, prezident společnosti Disney Channel. On řekl, „Naše publikum nám jasně ukázalo, že po 88 dílech, Sladkého života Zacka a Codyho zůstal jedním z jejich oblíbených situačních komedií vůbec. Tak jsme se rozhodli najít nový způsob, jak vrátit Zacka, Codyho, London a pana Mosebyho žít nový „Sladký život“ v novém prostředí - tentokrát na palubě luxusní výletní lodi.“ Původních tvůrců Danny Kallise byl vyzvána k práci na pokračování. Prvky z původního seriál zůstávají stejné, i když místo je zcela jiné.
V prosinci 2008, bylo ohlášeno, že se seriál vrátí ve třináctidílné druhé řadě. Dne 11. května 2009, Disney vydal tiskovou zprávu, že druhá řada byla rozšířena o další díly. Gary Marsh, prezident Disney Channel Worldwide řekl, „S prodloužením druhé řadě se stane obsazení a celá řada Sladkého života nejdelším seriál v historii Disney Channelu s 138 půlhodinovými díly. Jsme nadšeni za ně a za jejich brilantní produkční tým, který tento seriál umožnil.“
Od roku 2011 drží řada Sladký život rekord (162 dílů) s nejdéle vysílaným seriál a s nejdéle vysílaný seriál se stejnými postavami.

### O seriálu
Seriál se odehrává na palubě lodi S.S. Tipton, toho času majetku pana Tiptona. Novým manažerem lodi se stává známý Marion Moseby (Phill Lewis). Na lodi se chystá jedinečný projekt „Škola Sedmi moří“, do kterého pan Tipton přihlásí svou přihlouplou dceru London Tiptonovou (Brenda Song). Jenže také Carey Martinová (Kim Rhodes) se rozhodne, že svá patnáctiletá dítka-dvojčata Zacka (Dylan Sprouse) a Codyho (Cole Sprouse) přihlásí do stejného projektu, z čehož pan Moseby rozhodně radost nemá. Přichází také nová postava do děje Bailey Pickettová (Debby Ryanová), která se vydává nejprve za chlapce. Později se zjistí, že Bailey je dívka, a z prvního okamžiku se do ní Cody zamiluje. Hned v prvním díle také dojde k ubytování: Zack získává soukromý pokoj, Cody ke své nelibosti získává obtloustlého spolubydlícího Woodyho Finka (Matthew Timmons). London zdrcená tím, že nezískala nadstandardní kajutu nakonec přijímá jako spolubydlící Bailey. Ve druhé řadě přibude spolubydlící i Zackovi, když přijde Marcus Little (Doc Shaw).

### S.S. Tipton
S.S. Tipton je výletní loď patřící otci London Tipton. Loď se poprvé zmínila v díle „Let Us Entertain You“ seriále Sladký život Zacka a Codyho. Na rozdíl od ostatních výletních lodí zahrnuje také školu - Škola Sedmi moří, což je běžné místo na lodi, jako je také horní paluba, lobby, chodby mimo učebny a pokoje studentů. Ve třetí řadě se ještě přidal Vodní sál, nově zrekonstruovaný prostor na lodi, což hned nahradilo hlavní palubu při setkávání studentů (i když se horní paluba dále normálně používá). Existují i další místa na S.S. Tipton, které byly zmíněny, ale nikdy nebyly viděny, jako jsou další paluby, golfové hřiště, kde kapitán tráví většinu času. V crossover díle se seriálem Kouzelníci z Waverly, v díle „Blízké setkání“ pan Moseby sám řekl, že loď váží přibližně 87 tisíc tun. Po událostech v díle „Maturita na lodi“ byla loď S.S. Tipton prodaná a později byla demontována.

### Další místa
- Antarktida ve třetí řadě v díle „Zmrzlí“
- Belgie ve třetí řadě v díle „Večírek“
- Galapágy v první řadě v díle „Mix mořských příšer“
- Řecko v první řadě v díle „Je to pro mě řecká vesnice“
- Indie v první řadě v díle „Maminka a Swami“
- Datová hranice v první řadě v díle „Mezinárodní datová hranice“
- Kettlecorn, Kansas ve třetí řadě v dílech „Tornádo: Část 1“, „Tornádo: Část 2“ a „Tornádo: Část 3“
- Lichtenstamp - parodie Lichtenštejnska v první řadě v díle „Maddie na palubě“
- Londýn v druhé řadě v díle „Hrátky se Sherlocky“
- Monte Carlo v třetí řadě v díle „Léčba tichem“
- Maroko v druhé řadě v díle „Splněná přání“
- New York v třetí řadě v díle „Maturita na lodi“
- Paříž v druhé řadě v díle „Rozchod v Paříži“
- Papouščí ostrov - smyšlený ostrov v první řadě v díle „Papouščí ostrov“
- Řím v první řadě v díle „Když jste v Římě...“
- Jižní Amerika v druhé řadě v díle „Vykopeš to?“ a ve třetí řadě v díle „Den volna“
- Švédsko v druhé řadě v díle „Švédský život“
- Thajsko v druhé řadě v díle „Rodinná pouta“
- Tokio ve třetí řadě v díle „Potíže v Tokiu“
- Nepojmenovaný ostrov ve druhé řadě v díle „Ztraceni na moři“

## Film
Dne 20. září 2010, oznámil Disney Channel, že je ve výrobě film na motivy seriálů Sladký život Zacka a Codyho a Sladký život na moři. Film The Suite Life Movie měl premiéru ve Spojených státech amerických a Kanadě 25. března 2011.

## Crossover
Sladký život na moři měl jediný crossover s názvem Kouzelníci na moři s Hannah Montanou, který měl v Americe premiéru 17. července 2009 na Disney Channel. Premiéru sledovalo 10,6 milionů diváků v USA. U nás měl speciální díl premiéru 22. října 2011. Premiéra zbylých dvou související dílů není známa.
Zack a Cody společně s panem Mosebym si zahráli v crossover díle se seriálem Jsem v kapele s názvem Rockeři na moři, kde se skupina Iron Weasel dostanou na loď a požádají o pomoc Zacka a Codyho, když se je snaží chytit pan Moseby.

## Vztahy

### Bailey a Cody
Od první chvíle, kdy Cody zjistí, že Bailey je dívka, se do ní zamiluje. Vytvoří tzv. šestiměsíční plán, díky kterému se do něj má Bailey zamilovat také. Na konci první řady se to konečně povede, když Cody sežene lístky na beznadějně vyprodaný koncert Hannah Montany a Bailey mu věnuje polibek. Ve druhé řadě vztah neustále překonává různé překážky: jednou to jsou „lži“, poté dolézavost Zacka, Codyho flirtovací úlety nebo jeho neschopnost. Oba ale vše překonají a s nadšením se chystají na oslavu svého ročního výročí v Paříži. Shodou špatných náhod a několika nedorozumění místo romantiky vznikne obrovská hádka a nakonec se rozejdou. V první polovině třetí řady oba trpí ze ztráty toho druhého. Bailey odjíždí do Kettlecornu, kam později odjíždí i Cody, kde se jí snaží vyznat lásku a přimět jí, aby se k němu vrátila. Nakonec se mu to povede a s Baileným „Nikdy jsem tě nepřestala milovat," se vrací zpět na S.S. Tipton, opět jako pár. V posledním díle seriálu se Cody dozví, že nebyl přijat na Yale, Bailey ale přijali. Ta nejprve nikam bez Codyho nechce, protože je pro ní důležitější než Yale, nakonec jí Cody přemluví, se slovy „To není sbohem,“ se rozloučí a žijí si dál svůj sladký život. V patnáctém díle třetí řady „Vánoční koleda“, kde se London dostane do budoucnosti můžeme vidět, že Cody a Bailey spolu zestárnou.

### Zack a Maya
Na loď přijíždí nová dívka, Maya. Zackovi se hned začne líbit, pozve jí na rande, ale ona ho odmítne. Ať chce či nechce, musí si přiznat, že se do Mayi zamiloval a na Codyho radu se stává jejím kamarádem. Pořád si ale přeje být něčím víc. Poté, co jim v Londonině ponorce dochází vzduch a zbývá jim jen pár minut života, Maya konečně přiznává, že se jí Zack líbí. Vše dobře dopadne a Zack s Mayou jsou pár. Vše vypadá skvěle, Zack je pořád naprosto zamilovaný, ale i on poprvé zjistí, jaké to je, když vám někdo zlomí srdce.

### Pan Moseby a slečna Tutweillerová
Již od začátku je vidět, že pan Moseby má o slečnu T. zájem. Ani jeden z nich nemá v lásce příliš štěstí. Zatímco slečna si stále hledá nové partnery a vždy doufá, že je to ten pravý, Moseby už jakékoliv vztahy vzdal. Během seriálu se z nich stanou dobří přátelé. V epizodě „Myslíte, že umíte randit?“ je vidět, že v teenagerském věku oba patřili mezi „nuly“. V tomto díle také dojde k hádce, která je později ještě více sblíží. V díle „Divadelní hra“ Zack zjistí, že se Mosebymu Emma líbí snaží se mu na oko pomoci ji okouzlit, ve skutečnosti ho zesměšňuje. Na konci dílu se však pan Moseby postaví současnému příteli slečny, který jí ublíží. V poslední epizodě požádá Marion Moseby Emmu Tutweillerovou o ruku.

## Změny oproti Sladkému životu Zacka a Codyho
- Děj se již neodehrává v Tipton hotelu, ale na lodi S.S. Tipton.
- Děj se již příliš nedrží společných patálií dvojčat, nýbrž na se více zaměřuje na samostatné příběhy a na problémy s láskou.
- Ze seriálu „odešlo" několik postav: Carey Martin, Muriel (víceméně neúčinkovala již ani ve druhé a třetí řadě Sladkého života Zacka & Codyho, kromě posledního dílu seriálu), Esteban Chulio Ricardo de la Montoya Rossa, Maddie Fitzpatrick, Arwin apod.
- Dvojčata více ukazují svou oddanost jeden druhému a vůbec více rozvíjí své charaktery.
- Cody přestal nosit svetry a začal nosit úzké rifle.
- Dvojčata vyrostla, v první řadě byla vyšší Bailey jak Cody a Zack, ale ve druhé a třetí je Cody vyšší dokonce než Zack.
- Novou hlavní postavou je Bailey Pickettová, se kterou Cody chodí.
- London si více uvědomuje že život není jen nakupování, ale uvědomuje si že i přátelství se nekupuje.